# Gryon hungaricum
Gryon hungaricum är en stekelart som först beskrevs av Szabó 1966. Enligt Catalogue of Life ingår Gryon hungaricum i släktet Gryon och familjen Scelionidae, men enligt Dyntaxa är tillhörigheten istället släktet Gryon och familjen gallmyggesteklar. Arten är reproducerande i Sverige. Inga underarter finns listade i Catalogue of Life.